# Chrysocyma aurantia
Chrysocyma aurantia är en fjärilsart som beskrevs av Embrik Strand 1917. Chrysocyma aurantia ingår i släktet Chrysocyma och familjen tofsspinnare. Inga underarter finns listade i Catalogue of Life.